# Locust Star
Locust Star es un álbum split/EP de las bandas de California Neurosis y Tribes of Neurot lanzado en 1996 a través de Relapse Records como un CD promocional. A diferencia de la mayoría (si no es que todos) los álbumes split conocidos, los músicos involucrados en la composición de este trabajo son integrantes de ambas bandas.

## Contenido
Pensado como un proyecto paralelo a Neurosis, Tribes of Neurot desempeñan un estilo dark ambient en sus lanzamientos, los cuales tienen la intención de servir como acompañamiento sonoro para temas de Neurosis al ser tocados simultáneamente. En 1995, Tribes of Neurot lanzó Silver Blood Transmission y en 1996, Neurosis lanzó Through Silver in Blood. Locust Star actúa como una especie de puente entre los álbumes antes mencionados, ya que contiene temas incluidos en ambos.

### La canción
"Locust Star" es una canción originalmente incluida en el álbum Through Silver in Blood. Este split incluye una versión corta editada para la radio, a modo de promocional. Musicalmente, "Locust Star" es una agresiva canción de post-metal, reconocida como uno de los temas más emblemáticos de Neurosis.
Se realizó un vídeo musical para "Locust Star" dirigido por Neurosis y Andrei Rozen, lanzado en 1996. El vídeo muestra a un hombre agotado vagando por un páramo, siendo asaltado por visiones.

### El EP
Locust Star está compuesto por cuatro temas de Through Silver in Blood,tres de los cuales fueron recortados, y tres temas de Tribes of Neurot, uno de los cuales aparece en su álbum de 1995 Silver Blood Transmission. Las canciones del cierre, "Sustenance" y "Crawl Inside", fueron realizadas exclusivamente para este lanzamiento.

## Lista de canciones
Toda la música compuesta por Neurosis. 
| N.º | Título               | Duración |  |
| 1.  | «Locust Star» (Edit) | 4:00     |  |
| 2.  | «Aeon» (Edit)        | 3:40     |  |
| 3.  | «Eye» (Edit)         | 3:48     |  |
| 4.  | «Aeon»               | 11:46    |  |

Toda la música compuesta por Tribes of Neurot. 
| N.º | Título         | Duración |  |
| 5.  | «Wolf Lava»    | 9:09     |  |
| 6.  | «Sustenance»   | 9:50     |  |
| 7.  | «Crawl Inside» | 4:51     |  |

## Créditos
Neurosis
- Scott Kelly – guitarra, voz, percusiones
- Steve Von Till – guitarra, voz, percusiones
- Noah Landis – teclado, sintetizador, samples
- Dave Edwardson – bajo, segunda voz
- Jason Roeder – batería, percusiones
- Pete Inc. – efectos visuales

Tribes of Neurot
- Dave Edwardson – percusión, bajo, efectos de sonido, programación
- Noah Landis – samples, cintas
- Steve Von Till – sintetizadores, electrónica, ruidos, efectos, cintas, tambores, bajo, timpani